# Anamaria Marinca
Anamaria Marinca (Iași, 1 april 1978) is een Roemeense actrice, wonend in Londen.

## Filmografie
Een beknopte filmografie:
| Jaar      | Titel                        | Rol                     |
| --------- | ---------------------------- | ----------------------- |
| 2004      | Sex Traffic                  | Elena Visinescu         |
| 2006      | Hotel Babylon                | Natasha                 |
| 2007      | 4 Months, 3 Weeks and 2 Days | Otilia                  |
| 2007      | Youth Without Youth          | Hotel Receptioniste     |
| 2008      | The Last Enemy               | Yasim Anwar             |
| 2008      | Boogie                       | Smaranda Ciocazanu      |
| 2009      | Five Minutes of Heaven       | Vika                    |
| 2009      | Storm                        | Mira Arendt             |
| 2009      | The Countess                 | Anna Darvulia           |
| 2009      | Sleep with Me                | Sylvie                  |
| 2010      | The Aviatrix of Kazbek       | The Aviatrix of Kazbek  |
| 2010      | The Pizza Miracle            | The Madonna of the Eels |
| 2010      | Look, Stranger               | Anna                    |
| 2010      | Holby City                   | Moeder                  |
| 2011      | Ouroboros                    | Eva                     |
| 2011      | Holby City                   | Nadiya Tereschenko      |
| 2012      | Wallander                    | Inese                   |
| 2012      | Doctor Who                   | Darla                   |
| 2012      | A Cloud in a Glass of Water  | Anna                    |
| 2013      | The Politician's Husband     | Dita                    |
| 2013      | Europa Report                | Rosa Dasque             |
| 2014      | The Missing                  | Rini                    |
| 2014      | Fury                         | Irma                    |
| 2015      | Floride                      | Ivona                   |
| 2015      | Y Gwyll                      | Meg                     |
| 2015      | River                        | Ema                     |
| 2016-2018 | Mars                         | Marta Kamen             |
| 2016      | The Girl with All the Gifts  | Dokter Selkirk          |
| 2017      | Ghost in the Shell           | Dokter Dahlin           |
| 2017      | Nico, 1988                   | Sylvia                  |
| 2018      | Ulysses: A Dark Odyssey      | Penelope                |

- Bibsys: 8059189
- Biblioteca Nacional de España: XX4764210
- Bibliothèque nationale de France: cb15106173z (data)
- Gemeinsame Normdatei: 135769523
- International Standard Name Identifier: 0000 0001 1569 2116
- Library of Congress Control Number: no2008159510
- Nationale Bibliotheek van Tsjechië: xx0204222
- Nationale Bibliotheek van Israël: 987007436842605171
- Nederlandse Thesaurus van Auteursnamen: 310385288
- Système universitaire de documentation: 160779774
- Virtual International Authority File: 46588534
- WorldCat: E39PBJppGtDxgBGqMb4QrB4Qbd